# 安達直人
安達 直人（あだち なおと、1993年8月21日 - ）は、日本の俳優、声優。東京都出身。テアトルアカデミー所属。
かつて安達直人名義で活動していた元俳優の足立直久とは別人。

## 出演

### テレビドラマ
- ウルトラマンダイナ
- 怪談新耳袋
- 車椅子の弁護士・水島威
- 女王の教室
- ハッピー 愛と感動の物語 - 湊明光 役
- 富豪刑事

### 映画
- NIN×NIN 忍者ハットリくん THE MOVIE（2004年） - タケシ 役

### テレビアニメ
- capeta（平勝平太（小学生編））
- 神霊狩/GHOST HOUND（男子中学生D）
- 精霊の守り人（チャグム）
- ミチコとハッチン（バシリー（回想））
- 蟲師（コダマ）

### 劇場版アニメ
- 河童のクゥと夏休み（康一のクラスメイト）
- カラフル（クラスメイト）
- サマーウォーズ（陣内了平[1]）

### ゲーム
- スカイ・クロラ イノセン・テイセス（ニーヤ）

### 舞台
- あかさたな